# Deutsche Schwimmmeisterschaften 2002
Die 114. Deutschen Meisterschaften im Schwimmen fanden vom 22. bis 26. Mai 2002 in der Sportschule der Bundeswehr in Warendorf statt.
| Disziplin           | Männer             | Männer              | Männer   | Frauen                | Frauen               | Frauen   |
| Disziplin           | Name               | Verein              | Zeit     | Name                  | Verein               | Zeit     |
| ------------------- | ------------------ | ------------------- | -------- | --------------------- | -------------------- | -------- |
| 50 m Freistil       | Stephan Kunzelmann | SGS Hannover        | 00:23,00 | Sandra Völker         | SC DHfK Leipzig      | 00:25,49 |
| 100 m Freistil      | Stephan Kunzelmann | SGS Hannover        | 00:50,08 | Franziska van Almsick | SG Neukölln          | 00:55,25 |
| 200 m Freistil      | Stefan Herbst      | SSV Leutzsch        | 01:50,24 | Franziska van Almsick | SG Neukölln          | 01:57,74 |
| 400 m Freistil      | Heiko Hell         | SGS Hamburg         | 03:51,75 | Hannah Stockbauer     | SSG 81 Erlangen      | 04:10,54 |
| 800 m Freistil      | Heiko Hell         | SGS Hamburg         | 08:09,55 | Hannah Stockbauer     | SSG 81 Erlangen      | 08:31,53 |
| 1500 m Freistil     | Jörg Hoffmann      | OSC Potsdam         | 15:21,63 | Jana Henke            | OSC Potsdam          | 16:35,38 |
| 50 m Brust          | Mark Warnecke      | SV Schwäbisch Gmünd | 00:28,03 | Simone Weiler         | SV Nikar Heidelberg  | 00:31,89 |
| 100 m Brust         | Jens Kruppa        | SC Riesa            | 01:01,90 | Sarah Poewe           | SV Bayer W/U/D       | 01:09,78 |
| 200 m Brust         | Jens Kruppa        | SC Riesa            | 02:15,10 | Anne Poleska          | SG Krefeld           | 02:28,49 |
| 50 m Rücken         | Stev Theloke       | SC Chemnitz 1892    | 00:25,26 | Sandra Völker         | SC DHfK Leipzig      | 00:28,66 |
| 100 m Rücken        | Stev Theloke       | SC Chemnitz 1892    | 00:54,51 | Sandra Völker         | SC DHfK Leipzig      | 01:01,58 |
| 200 m Rücken        | Ernest Fahrland    | SC Berlin           | 02:00,93 | Nicole Hetzer         | SV Wacker Burghausen | 02:13,60 |
| 50 m Schmetterling  | Thomas Rupprath    | SG Bayer W/U/D      | 00:23,96 | Daniela Samulski      | SG Bayer W/U/D       | 00:27,25 |
| 100 m Schmetterling | Thomas Rupprath    | SG Bayer W/U/D      | 00:51,97 | Franziska van Almsick | SG Neukölln          | 00:59,15 |
| 200 m Schmetterling | Christian Keller   | SG Essen            | 01:59,99 | Annika Mehlhorn       | SG ACT/Baunatal      | 02:10,99 |
| 200 m Lagen         | Jens Kruppa        | SC Riesa            | 02:01,62 | Annika Mehlhorn       | SG ACT/Baunatal      | 02:15,66 |
| 400 m Lagen         | Jochen Hanz        | SG Neukölln         | 04:21,98 | Nicole Hetzer         | SV Wacker Burghausen | 04:45,27 |